# Euprionocera geminipuncta
Euprionocera geminipuncta är en fjärilsart som beskrevs av Turner 1896. Euprionocera geminipuncta ingår i släktet Euprionocera och familjen plattmalar. Inga underarter finns listade i Catalogue of Life.